# Pellorneum nigrocapitatum
La tordina coroninegra (Pellorneum nigrocapitatum) es una especie de ave paseriforme de la familia Pellorneidae propia de Sondalandia. Algunos autores la consideran una subespecie de Pellorneum capistratum.

## Distribución y hábitat
Se encuentra únicamente en la península malaya y las islas de Sumatra, Bangka y Borneo, además de otras islas cercanas. Su hábitat natural son los bosques húmedos tropicales de baja altitud.

## Subespecies
Se reconocen las siguientes:
- P. n. nigrocapitatum (Eyton, 1839) - península malaya, Sumatra, Bangka, Belitung y las islas Natuna
- P. n. capistratoides (Strickland, 1849) - oeste, centro y sur de Borneo
- P. n. morrelli Chasen & Kloss, 1929 - norte y este de Borneo y Banguey